# Mistr Slavětínského oltáře
Mistr Slavětínského oltáře, též Mistr Slavětínské archy byl anonymní malíř, činný v severozápadních Čechách přibližně v letech 1531-1550. Spolupracoval s řezbářem označovaným jako Mistr Doksanské archy, nebo v novější literatuře jako Mistr oltáře ze Štětí.

## Život
Jméno autora se odvozuje od jeho nejstaršího známého díla, Slavětínské archy (1531) určené pro kostel sv. Jakuba Většího ve Slavětíně. Donátorem byl bohatý lounský občan povýšený do šlechtického stavu, Václav Sokol z Mor, považovaný za přívržence utrakvismu. Tento rod zakoupil slavětínské panství od Zajíců z Hazmburka a později vlastnil také Vršovice, Černčice a Vetlou.
Otázka, zda Mistr Slavětínského oltáře pracoval v jedné větší malířsko-řezbářské dílně s řezbářem označovaným jako Mistr oltáře ze Štětí nebo se jednalo o dvě spolupracující dílny, není zatím vyřešena. Podobné dílny dodávající kompletní skříňové oltáře jsou známy ze sousedního Německa (Norimberk, Ulm) i z českých zemí (Mistr Týneckého Zvěstování, Mistr Všerubské Madony). Vzájemná podobnost jak malovaných (vnější křídla Doksanského oltáře a Oltáře se sv. Václavem, Vítem a řezanými anděly), tak řezaných částí oltářů (střed Slavětínské archy a Oltáře se sv. Václavem, Vítem a řezanými anděly), svědčí pro jejich vznik ve společné dílně.

## Dílo
Malířský styl Mistra Slavětínského oltáře má blízko k jihoněmeckému malíři Hansi Leonhardu Schäufeleinovi, který byl spolupracovníkem Albrechta Dürera. Jeho postavy jsou monumentální, klidné a silně stylizované. Malíř směřuje k tvarovému zjednodušení a lineární abstrakci, bohatě řasené drapérie splývají v dlouhých rovnoběžných liniích, figury mají strnulá gesta. Proporčně malé hlavy kladných a záporných postav odlišují charakteristické výrazy obličeje (u záporných grimasy nebo zdůraznění ošklivosti). Kompozice více figur jsou pouze na Slavětínském oltáři a oltáři s Proměněním Páně, ostatní desky obsahují jednotlivé postavy. Raně renesanční charakter maleb se projevuje zasazením scén do krajiny, která je zobrazena pomocí jednoduché perspektivy se snahou o perspektivní zkratku, případně také častým použitím šachovnicové podlahy v interiérech.
Na vzniku děl se zřejmě podíleli nejméně dva tovaryši zaměstnaní v dílně, které lze odlišit podle rozdílné typiky postav. Samotnému mistru Slavětínského oltáře, kterého charakterizuje zájmem o fyziognomii, oduševnělý výraz tváří a cit pro detail, se připisují postavy Krista a figur v popředí na křídlech Slavětínského oltáře. Druhý malíř byl určen podle postav s nápadně vysokým čelem. Třetí malíř je autorem vedlejších postav se silně klenutým hrudníkem, úzkým pasem a disproporčně dlouhými pažemi. Mistr Slavětínského oltáře zřejmě polychromoval řezbářská díla Mistra oltáře ze Štětí, se kterým na oltářích spolupracoval.

### Díla připsaná autorovi

#### Slavětínský oltář (1531)

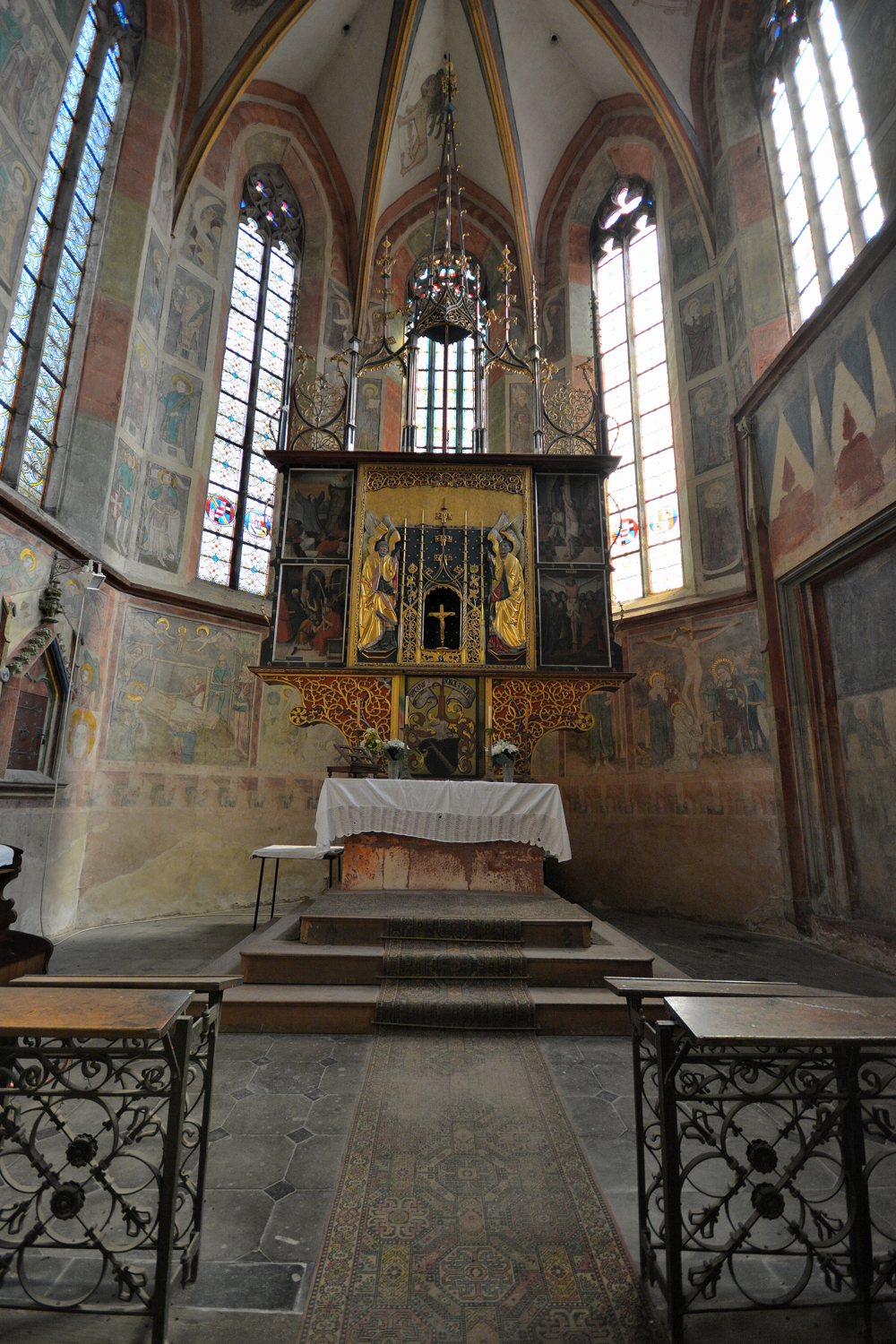
Slavětínský oltář

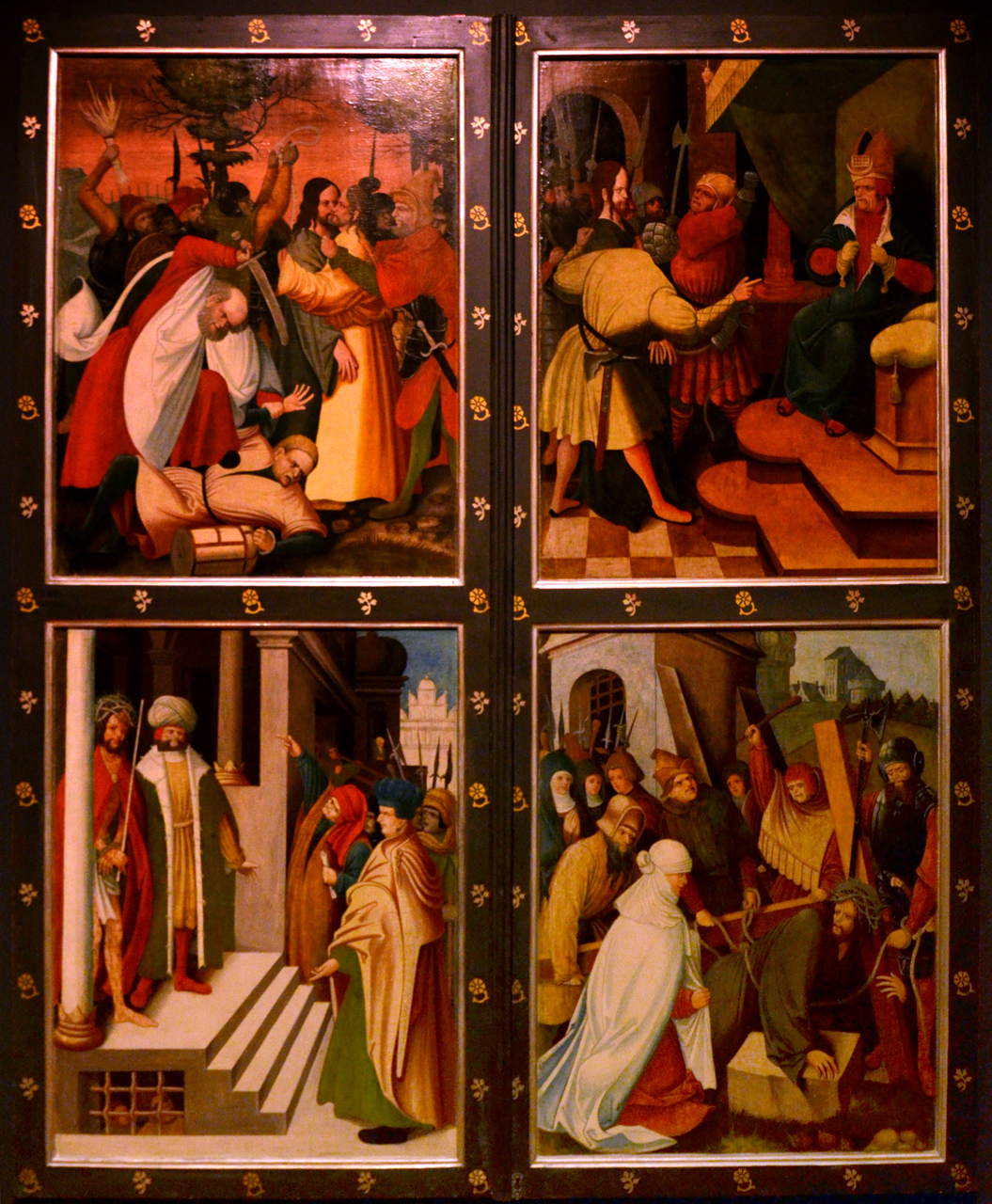
Vnější křídla Slavětínského oltáře: Zajetí Krista, Ecce Homo, Kristus před Kaifášem, Nesení kříže

Oltář o rozměrech 1050 x 410 cm má střední vyřezávanou část, dvojici pevných jednostranně malovaných křídel 246 x 88 cm a dvojici oboustranně malovaných pohyblivých křídel 246 x 102 cm. Predela je vyřezávaná a krytá malovanou deskou s erbem donátora. Ve vysokém vyřezávaném nástavci byly původně osazeny sochy sv. Jakuba většího, sv. Petra a sv. Pavla (nyní v depozitáři Arcibiskupství pražského). Malovaná křídla jsou rozdělena na 12 scén z Kristových pašijí. Zavřená křídla (vnější strana) - horní řada: Kristus na hoře Olivetské, Zajetí Kristovo, Kristus před Kaifášem a Bičování Krista, dolní řada: Korunování Krista trním, Ecce homo, Nesení kříže a Ukřižování. Při otevření křídel jsou viditelné čtyři scény: Klanění pastýřů, Zmrtvýchvstání Krista, Nanebevstoupení Krista a Seslání Ducha svatého. Předlohou kompozic byly grafické listy Malých a Velkých Pašijí Albrechta Dürera.
Střed oltáře má uspořádání typické pro utrakvistické archy známé i z jiných míst (oltář sv. Kateřiny z Chrudimi, oltář sv. Jakuba v Libiši, archa z Litoměřic). V centru oltáře je zdobený tabernákl s výklenkem pro monstranci s hostií, který lemují dvě řezané a polychromované postavy andělů v nízkém reliéfu. V predelle je řezaný reliéf s výjevem Poslední večeře.

#### Oltář s Proměněním Kristovým (před r. 1540)

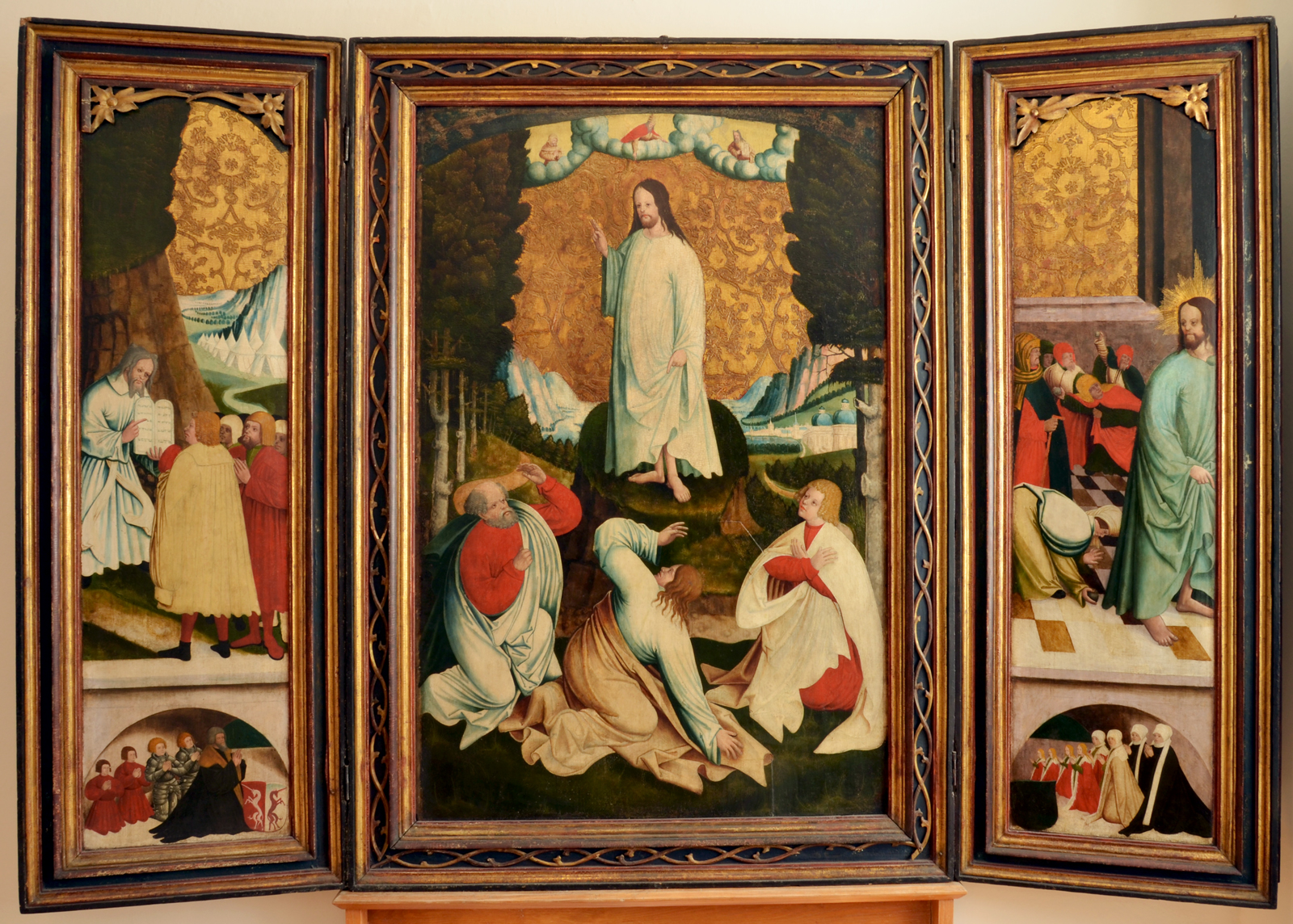
Mistr Slavětínského oltáře, Oltář s Proměněním Kristovým, SGVU v Litoměřicích

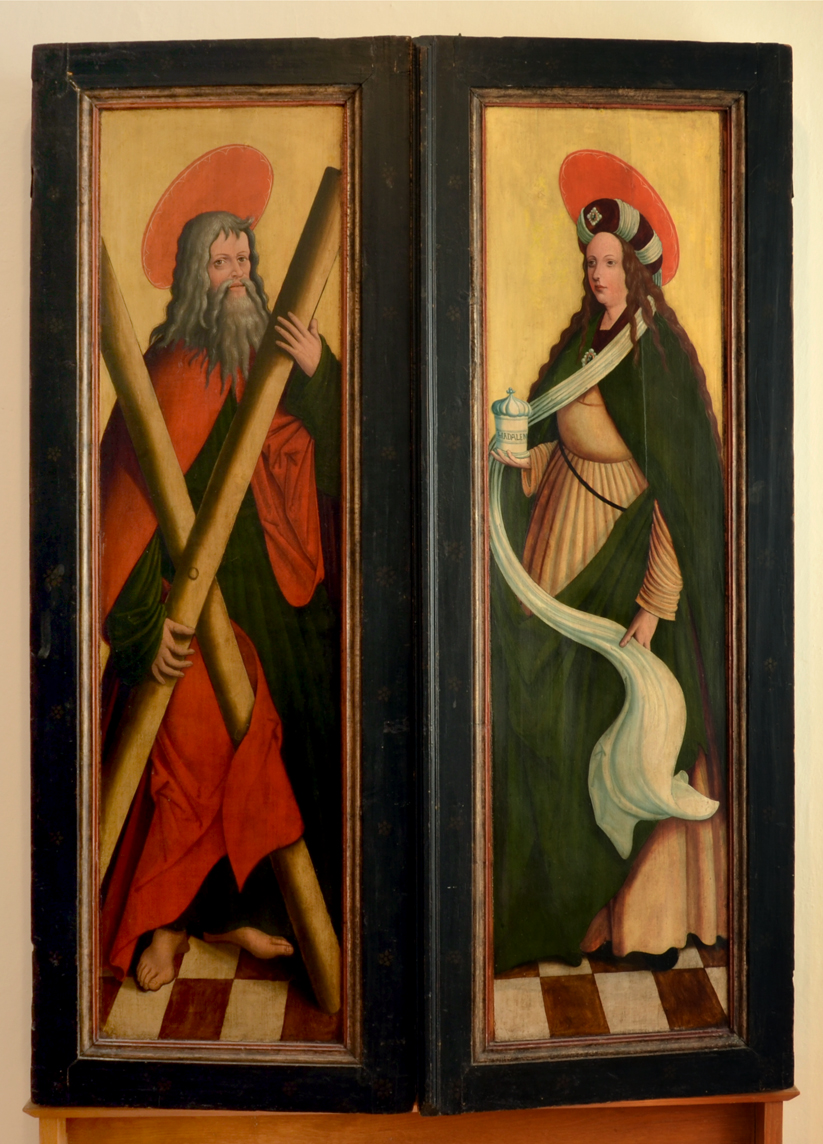
Mistr Slavětínského oltáře, Oltář s Proměněním Kristovým, zadní strana, SGVU v Litoměřicích

Třídílný oltář se dvěma oboustranně malovanými křídly, datovaný před rok 1540, má rozměry centrální desky 154 x 119 cm a křídel 154 x 54,5 cm. Na oltáři jsou vyobrazeny nezvyklé scény - Proměnění Krista na hoře Tábor (střed), Mojžíš na hoře Sinaj ukazující Izraelitům Boží zákon (levé křídlo), Žena uzdravená Kristem z krvetoku, podle jiných interpretací též Kristus a cizoložnice, nebo Pokus o kamenování Krista (pravé křídlo). V dolní části křídel jsou klečící donátor se syny a erbem (vlevo) a osm žen rodiny donátora (vpravo). Na vnější straně křídel je vyobrazen sv. Ondřej a sv. Marie Magdalena.
Donátory byli dle erbu na levém křídle oltáře pravděpodobně Kunšové, později zvaní Táborové z Lukavce. Tato původně měšťanská rodina z Lukavce u Litoměřic, hlásící se k utrakvismu, byla roku 1508 povýšena do šlechtického stavu a obdržela od krále Vladislava II. erb s jednorožcem. Témata, vyobrazená na oltáři, souvisejí s reformačním učením o ospravedlnění vírou. Oltář patrně pochází z dominikánského kláštera sv. Michaela v Litoměřicích a je nyní v expozici starého umění SČGU v Litoměřicích.

#### Oltář se sv. Václavem, sv. Vítem a dvěma řezanými anděly (před r. 1540)
K původní oboustranně malované desce levého křídla o rozměrech 164 x 66 cm byly roku 1956 nalezeny chybějící střed a pravé křídlo, oltář byl restaurován a sesazen. Utrakvistický oltář má ve střední části řezaný tabernákl s výklenkem a dvěma zlacenými postavami andělů v nízkém reliéfu po stranách. Na křídlech je vyobrazen sv. Václav (vlevo) a sv. Vít (vpravo). Na zadní straně křídel je scéna Zvěstování s nezvykle umístěnými postavami Panny Marie (vlevo) a Archanděla Gabriela (vpravo).
Podle archivního průzkumu byl oltář věnován do Diecézního muzea roku 1895 z kostela sv. Prokopa v Černěvsi. Proto původní součástí oltáře mohla být i deska se sv. Zikmundem (Oltářní křídlo z Vetlé), která má shodné rozměry a kompozici se šachovnicovou podlahou, odpovídající zadní straně pohyblivých křídel. Deska, připsaná dílně Mistra Slavětínského oltáře, rovněž pochází z Černěvsi. Na druhém pevném křídle, dnes nezvěstném, mohl být vyobrazen sv. Prokop.

#### Doksanský oltář (1524?)
Trojdílný oltář s dvěma pohyblivými křídly o rozměrech 162 x 58,2 cm a střední částí 162 x 116,5 cm je dílem řezbáře označovaného jako Mistr Doksanského oltáře (nověji Mistr oltáře ze Štětí). Mistr Slavětínského oltáře nebo jeho dílna je autorem malované zadní strany oltářních křídel s výjevem Zvěstování. Oltář, pocházející pravděpodobně ze zrušeného kláštera nebo hřbitovního kostela v Doksanech, je nyní v majetku Královské kanonie premonstrátů na Strahově.

#### Strahovská oltářní křídla se sv. Alžbětou a sv. Ludmilou (před r. 1550)
Desky se sv. Alžbětou a sv. Ludmilou (170 x 59 cm) jsou fragmentem vnitřní strany původního křídlového oltáře, z něhož se nezachovala střední část ani vnější strana křídel. Jde o práci dílny Mistra Slavětínského oltáře. Podle restaurátorské zprávy mohl být oltář poškozen při požáru. Desky byly uvedeny v inventáři kostela v Libotenicích, pod správou kláštera v Doksanech. Nyní jsou vystaveny v obrazárně Strahovského kláštera.

#### Oltářní křídlo z Vetlé (kolem r. 1550)
Původně pravé křídlo oltáře je jednostranně malovaná deska o rozměrech 158 x 66 cm. Je na něm zobrazen sv. Zikmund nebo blíže neurčený panovník (Karel Veliký?). Na autorství Mistra Slavětínského oltáře ukazuje styl malby a šachovnicový vzor podlahy. Dílo věnoval roku 1897 Národnímu muzeu děkan kostela sv. Jakuba Většího ve Vetlé u Roudnice. Podle Matějky pocházel oltář z kostela v Černěvsi a jeho součástí byl i reliéf se sv. Jiří.

#### Oltář ze Štětí
Oltář ze Štětí, připisovaný anonymnímu řezbáři Mistru oltáře ze Štětí (dříve označovanému Mistr Doksanského oltáře), je dvoukřídlý oltář sestávající z reliéfně zdobených desek. Na predelle je vyřezávaný reliéf Poslední večeře, který je typově shodný se Slavětínským oltářem. Vnější strana oltářních křídel je malovaná. Je zde vyobrazen sv. Václav se sv. Ludmilou a krajinným motivem v pozadí. Charakter malby ukazuje na práci jiného malíře, pocházejícího pravděpodobně z dílny Mistra Slavětínského oltáře. Původní umístění oltáře není známo a erb donátora nelze určit. Oltář putoval z pozdně barokní kaple Nejsvětější Trojice ve Štětí do tamního kostela sv. Šimona a Judy, kde se nacházel již v rozebraném stavu. Po restaurování byl převeden do sbírky starého umění SČGU v Litoměřicích.